# Lysimachia lichiangensis
Lysimachia lichiangensis är en viveväxtart som beskrevs av George Forrest. Lysimachia lichiangensis ingår i släktet lysingar, och familjen viveväxter. Utöver nominatformen finns också underarten L. l. xerophylla.

## Bildgalleri

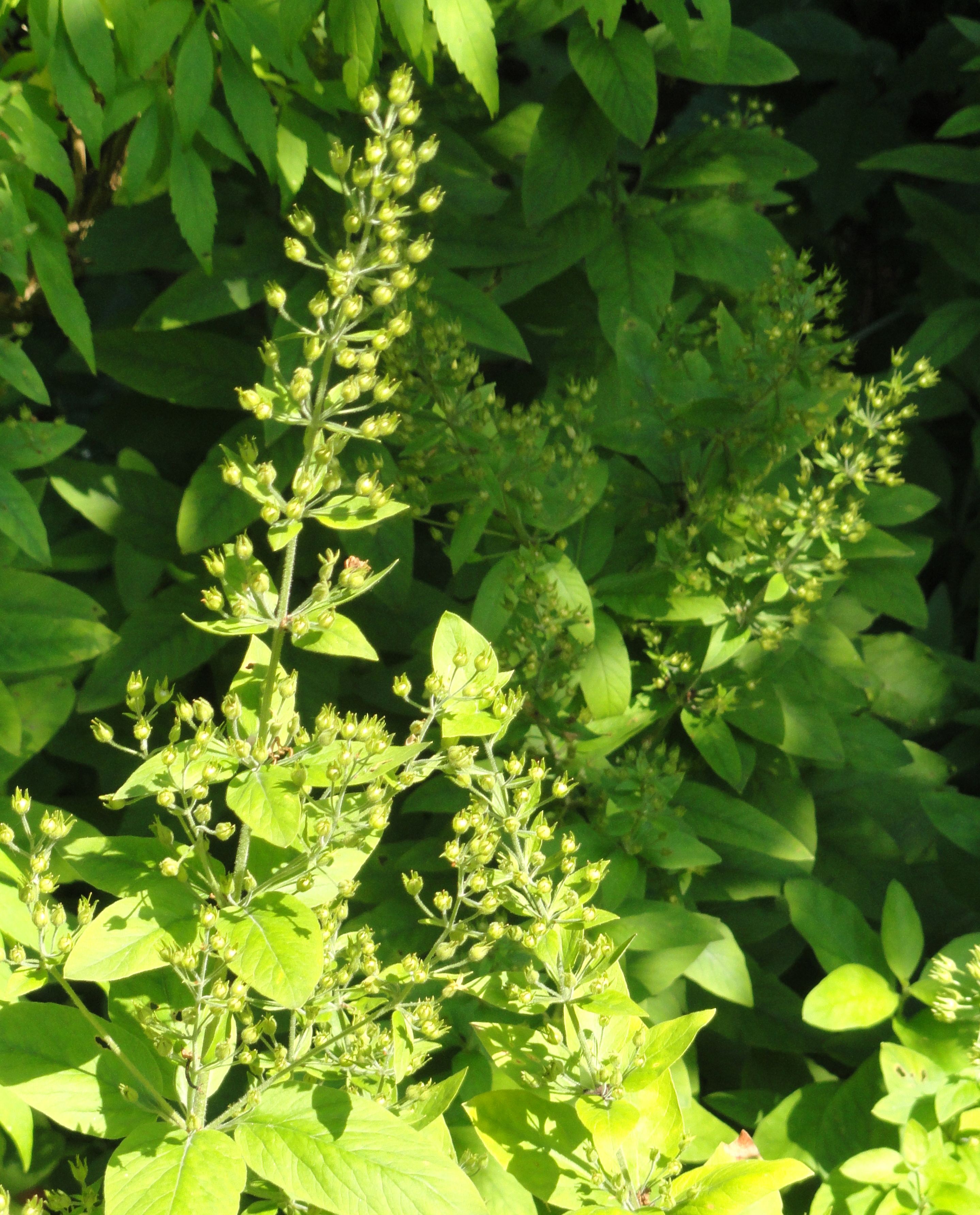